# تيكو (لاعب كرة قدم)
تيكو (بالبرتغالية: Wender Coelho da Silva‏) هو لاعب كرة قدم برازيلي في مركز الدفاع، ولد في 11 أغسطس 1982 في فيلا فاليا في البرازيل. لعب مع أتلتيكو غويانيينسي والنادي الرياضي المركزي وبوتافوغو ريغاتاس وغريميو بورتو أليغرينزي ونادي برازيل دي بيلوتاس ونادي برازيليا ونادي جوفنتودي ونادي كروزيرو ونادي ميراسول.

## وصلات خارجية
- تيكو (لاعب كرة قدم) على موقع قاعدة بيانات كرة القدم.إي يو (الإنجليزية)
- تيكو (لاعب كرة قدم) على موقع Soccerway.com (الإنجليزية)